# Toyosato (Shiga)
Toyosato (豊郷町 Toyosato-chō?) es un pueblo localizado en la prefectura de Shiga, Japón. En junio de 2019 tenía una población de 7.371 habitantes y una densidad de población de 945 personas por km². Su área total es de 7,80 km².

## Historia

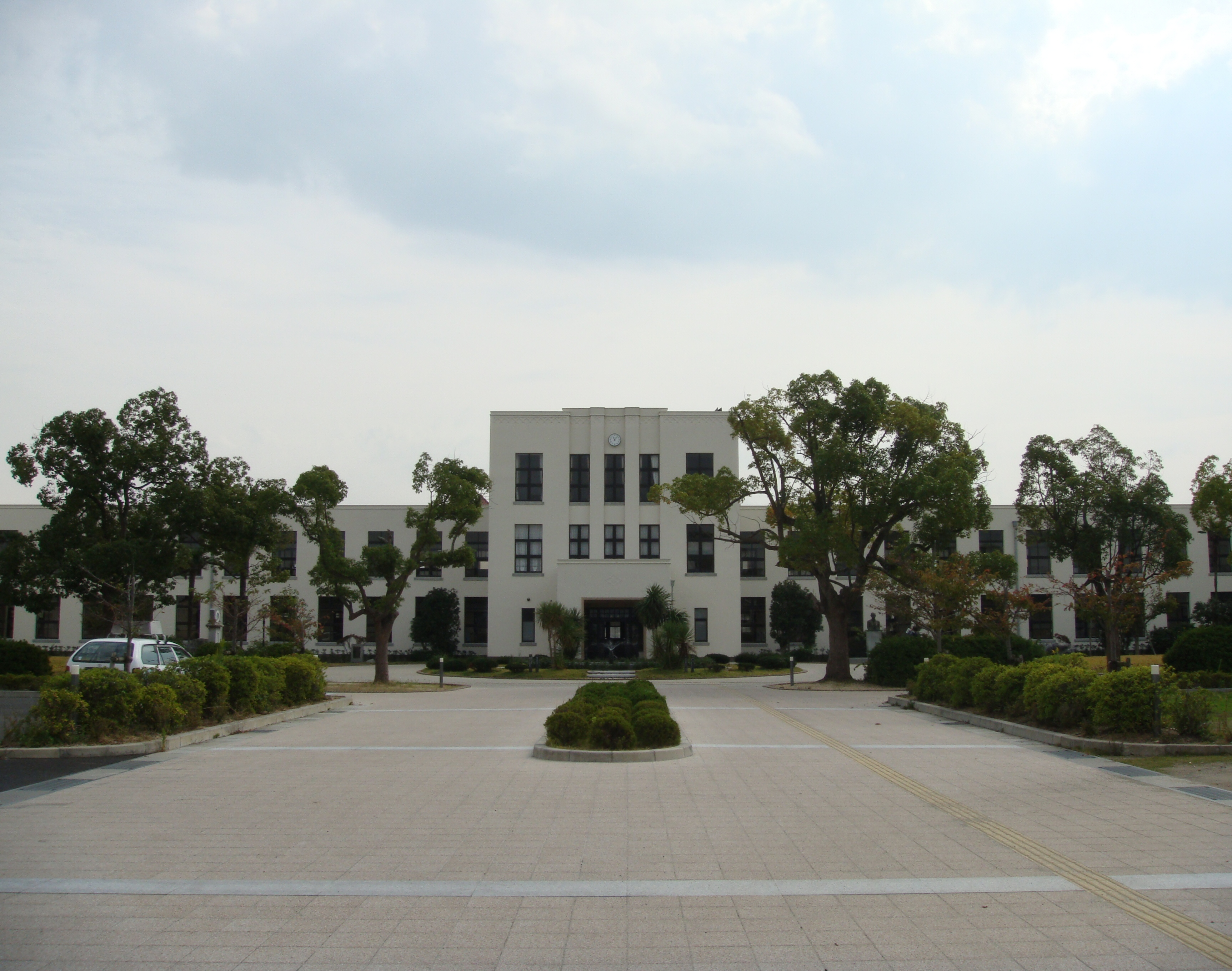
Edificio antiguo de la Escuela Elemental de Toyosato, usado en el anime K-ON!

Desde el período medieval hasta el siglo XX, algunos habitantes de Toyosato se convirtieron en mercaderes debido al buen tráfico (Nakasendō), la mala irrigación de la agricultura y la política de fomento económico del daimyo. Algunos mercaderes exitosos, como el fundador de Itochu, contribuyeron a modernizar su pueblo natal. William Merrell Vories diseñó la Escuela Elemental de Toyosato en 1937. La escuela se trasladó a un nuevo edificio en 2004, pero el edificio antiguo se preservó debido a un movimiento de los residentes, que estaban en contra de su destrucción.
En 2009, una escuela ficticia con el mismo aspecto que la Escuela Elemental de Toyosato apareció en el anime K-ON!, por lo que muchos otaku visitan el pueblo para ver la escuela real.

## Geografía

### Localidades circundantes
- Prefectura de Shiga
  - Hikone
  - Aishō
  - Kōra

## Demografía
Según datos del censo japonés, la población de Toyosato se ha mantenido estable en los últimos años.
| Año del censo | Población |
| ------------- | --------- |
| 1995          | 7.222     |
| 2000          | 7.132     |
| 2005          | 7.418     |
| 2010          | 7.566     |
| 2015          | 7.422     |

## Transporte

### Ferrocarril
- Línea Principal de Ohmi Railway
  - Estación de Toyosato

### Carretera
Rutas Nacionales
Ruta Nacional 8
Carreteras Regionales
Carretera de Shiga 13 Tramo Hikone-Yōkaichi-Kōsei
Carretera de Shiga 204 Tramo Inae-Sawa
Carretera de Shiga 205 Tramo Katayama-Anjikinishi
Carretera de Shiga 216 Tramo Amefurino-Imazaike-Yōkaichi
Carretera de Shiga 219 Tramo Toyosato-Teishajō
Carretera de Shiga 220 Tramo Matsuoji-Toyosato
Carretera de Shiga 222 Tramo Kitaochi-Toyosato
Carretera de Shiga 542 Tramo Anjikinishi-Hachime